# Dispecerizarea generării de energie

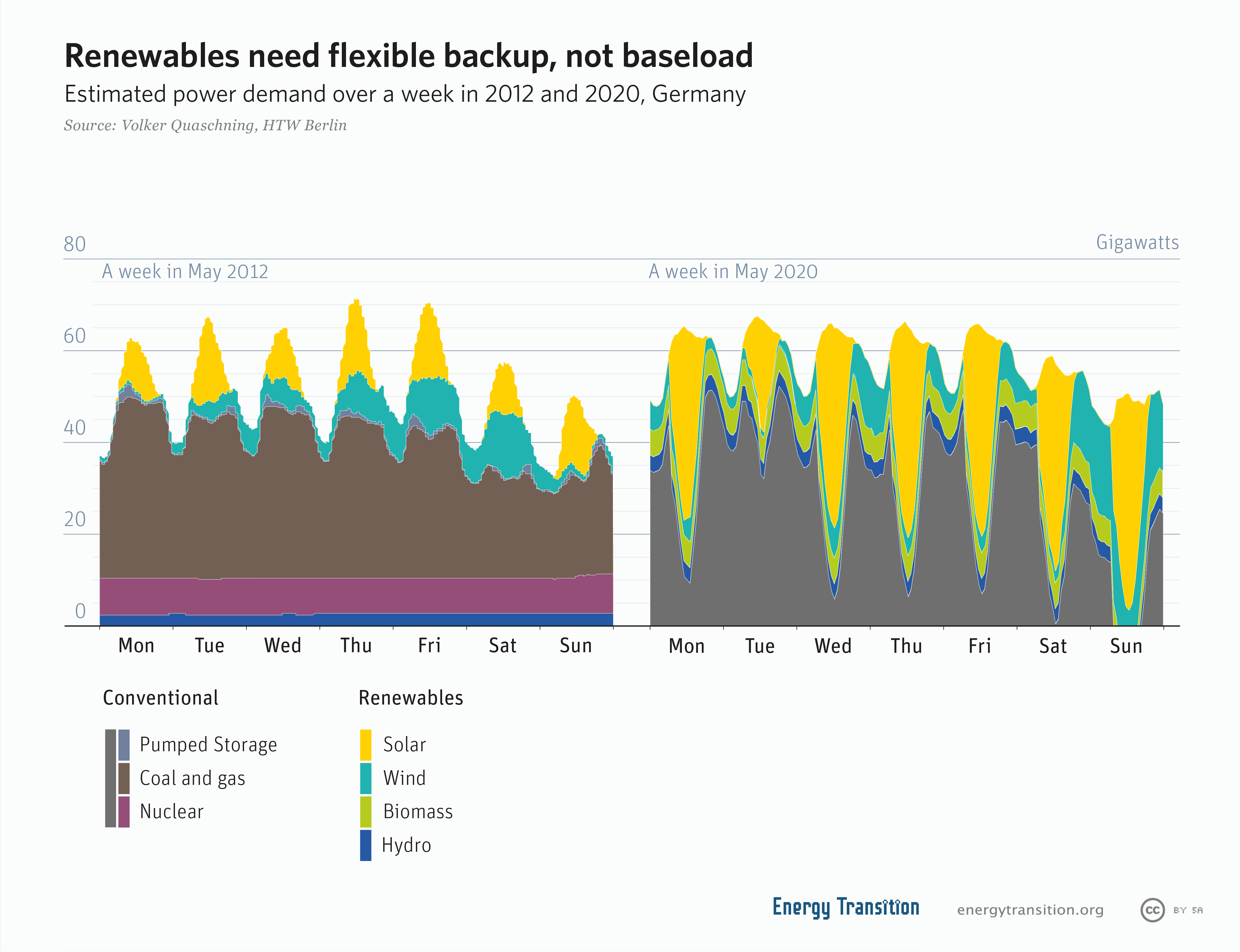
Rețelele cu o utilizare ridicată a surselor de energie regenerabilă au nevoie, în general, de producție dispecerizată mai degrabă decât de producție de bază

Dispecerizarea generării de energie (sau dispecerizarea producției de energie) se referă la sursele de energie electrică care pot fi programate la cerere, la solicitarea operatorilor rețelei electrice, în funcție de nevoile pieței. Generatoarele care pot fi reglate își pot ajusta producția de energie în funcție de un ordin. Sursele de energie regenerabilă care nu pot fi reglate, cum ar fi energia eoliană și energia solară fotovoltaică (PV), nu pot fi controlate de operatori. Alte tipuri de energie regenerabilă care sunt reglabile fără stocare separată a energiei sunt energia hidroelectrică, cea din biomasă, cea geotermică și energia termică a oceanelor.

## Timp de pornire
Instalațiile reglabile au timpi de pornire diferiți, în funcție de tehnologia utilizată și de timpul scurs de la funcționarea anterioară. De exemplu, la termocentrale „pornirea la cald” poate fi efectuată în câteva ore după o oprire anterioară, în timp ce „pornirea la rece” durează câteva zile după o perioadă de nefuncționare.
Centrale cu cel mai mic timp de pornire sunt cele echipate cu sisteme de stocare în baterii⁠(d), care sisteme pot fi comandate în milisecunde (dar nu și centrala propriu-zisă). Centralele hidroelectrice pot fi comandate adesea în zeci de secunde până la minute, iar termocentralele pe gaz natural aflate „la cald” se pot comanda în general în zeci de minute.
De exemplu, centrala electrică cu acumulare prin pompaj Dinorwig⁠(d) de 1728 MW poate atinge puterea maximă în 16 secunde.
Termocentralele cu turbine cu gaze (care funcționează după ciclul Brayton⁠(d)) necesită aproximativ 15-30 de minute pentru pornire. Termocentralele pe cărbune bazate pe [[turbină cu abur |turbine cu abur (care funcționează după Ciclul Clausius-Rankine) necesită ore pentru pornire.
Pornirea termocentralelor cu ciclu combinat⁠(d) constă din câteva etape cu timpi de pornire diferiți, fiind necesare mai mult de 8 ore pentru a ajunge la putere maximă din stare rece:
- turbina cu gaze poate porni în 15-30 de minute;
- procesul de încălzire a turbinei cu abur durează de la 1 oră (pentru pornire la cald) până la 6 ore (pentru pornire la rece);
- creșterea sarcinii turbinei cu abur durează suplimentar de la 20 de minute (dacă este „la cald”) la 2 ore („la rece”).

Centralele nucleare au cei mai lungi timpi de pornire, de câteva zile pentru pornirea la rece (mai puțin de o săptămână). Un reactor răcit cu apă la fierbere⁠(d) tipic trece prin următoarele etape:
- stabilirea unei reacții în lanț (până la 6 ore);
- atingerea temperaturii și presiunii nominale în reactor (12 ore);
- încălzirea generatorului de abur (12 ore);
- creșterea sarcinii (2-3 zile).

## Beneficii
Principalele beneficii ale centralelor electrice care pot fi comandate de dispeceri sunt:
- asigurarea de rezervă turnantă⁠(d) (controlul frecvenței)
- echilibrarea sistemului de energie electrică (urmărirea sarcinii)
- optimizarea dispecerizării economice a producției (ordinea de merit⁠(d))
- contribuția la decongestionarea rețelei (redistribuire în sistem)

Aceste capacități ale generatoarelor de a fi comandate permit:
- Adaptarea la sarcină - schimbările lente ale cererii de energie între, de exemplu, noapte și zi, necesită schimbări și în aprovizionare, deoarece sistemul trebuie să fie echilibrat în orice moment (a se vedea, de asemenea, Electricitate).
- Adaptarea la vârfuri - perioade scurte de timp în care cererea depășește producția centralelor de adaptare la sarcină; producția capabilă să satisfacă aceste vârfuri de cerere este implementată prin utilizarea rapidă a surselor care pot fi comandate astfel.
- Timpii de preluare - perioade în care se utilizează o sursă alternativă pentru a suplimenta timpul de preluare necesar marilor centrale pe bază de cărbune sau gaz natural pentru a atinge producția maximă; aceste surse alternative de energie pot fi desfășurate în câteva secunde sau minute pentru a se adapta la șocurile rapide ale cererii sau ale ofertei care nu pot fi satisfăcute de generatoarele de vârf.
- Reglarea frecvenței sau sursele de energie intermitente - modificările în producția de energie electrică trimisă în sistem pot modifica calitatea și stabilitatea sistemului de transmisie în sine din cauza unei modificări a frecvenței energiei electrice transmise; sursele regenerabile, cum ar fi energia eoliană și solară, sunt intermitente și au nevoie de surse de energie flexibile pentru a atenua modificările în producția lor de energie.
- Asigurare pentru generatoarele de sarcină de bază - centralele nucleare, de exemplu, sunt echipate cu sisteme de siguranță ale reactorului nuclear care pot opri producerea de electricitate în mai puțin de o secundă în caz de urgență.

## Clasificare alternativă
Un studiu din 2018 a sugerat o nouă clasificare a surselor de generare a energiei, care ia în considerare creșterea rapidă a introducerii surselor de energie regenerabilă variabilă, care determină prețuri ridicate la energie în perioadele de disponibilitate scăzută:
- Energie regenerabilă variabilă (ERV) „economisitoare de combustibil”, care are costuri variabile aproape zero și costuri de combustibil nule prin utilizarea energiei vântului, a Soarelui și a energiei hidroelectrice din râuri. Având în vedere ponderea mare a acestor surse, „necesitățile de capacitate sunt determinate de perioadele cu disponibilitate redusă a ERV” și, prin urmare, rolul lor propus este de a înlocui alte surse cu costuri variabile ridicate în perioadele în care acestea sunt disponibile.
- Sursele „rapide” sunt surse de energie care pot fi comandate instantaneu în perioade de cerere ridicată și de prețuri ridicate ale energiei, dar care au performanțe slabe pentru operațiuni continue pe termen lung. Acestea includ stocarea energiei (în baterii⁠(d)), cererea flexibilă și răspunsul la cerere.
- Surse „ferme” cu emisii reduse de carbon, care asigură o aprovizionare stabilă cu energie în toate anotimpurile și pe perioade de până la săptămâni sau luni și cuprind energia nucleară, hidrocentralele cu lacuri de acumulare mari, combustibilii fosili cu captarea carbonului, energia geotermală și biocombustibilii.